# Juan de Castro
Juan de Castro, in Italia noto come Giovanni De Castro (Valencia, 22 marzo 1431 – Roma, 29 settembre 1506) è stato un cardinale e vescovo cattolico spagnolo.

## Biografia
Nacque a Valencia (Spagna) il 22 marzo 1431. Il 19 febbraio 1479, all'età di 47 anni, venne selezionato come vescovo di Agrigento, venendo confermato il 20 marzo dello stesso anno. Fu creato cardinale da papa Alessandro VI durante il concistoro del 19 febbraio 1496; il 24 febbraio dello stesso anno ricevette il titolo cardinalizio di Santa Prisca. Il 6 novembre 1499 divenne amministratore apostolico dell'antica diocesi di Schleswig in Germania. Tuttavia il 29 luglio 1502 si dimise dall'ufficio. Partecipò ai due conclavi del settembre e ottobre 1503.
Nel 1504 (?) fu nominato amministratore della sede di Malta, nonostante Ferdinando II d'Aragona, re di Spagna e di Sicilia, l'avesse richiesta per un altro candidato; il 30 aprile dello stesso anno il re scrisse al suo ambasciatore a Roma per chiedere le sue dimissioni, a quanto sembra senza esito.
Morì a Roma il 29 settembre del 1506 e fu sepolto a Santa Maria del Popolo, nella Cappella della Rovere, dove la sua tomba si trova tuttora.